# Pretty Smart
Pretty Smart es una serie de televisión de comedia estadounidense creada por Jack Dolgen y Doug Mand. Está protagonizada por Emily Osment, Gregg Sulkin, Olivia Macklin, Cinthya Carmona y Michael Hsu Rosen. La serie tuvo su estreno el 8 de octubre de 2021 en Netflix. El 27 de abril de 2022, Netflix canceló la serie después de su primera temporada.

## Sinopsis
Chelsea es una estudiante graduada de Harvard y aspirante a novelista que debe mudarse a la casa de su hermana menor Claire, donde deberá convivir y adaptarse con otras personas que no se parecen nada a ella.

## Elenco

### Principal
- Emily Osment como Chelsea Morgan
- Gregg Sulkin como Grant
- Olivia Macklin como Claire Morgan
- Cinthya Carmona como Solana Castellano
- Michael Hsu Rosen como Jayden

### Recurrente
- Geoff Ross como Howard

### Invitados
- Ming-Na Wen como Jasmine

## Episodios
| N.º (serie) | Título                                          | Director           | Guionista(s)                  | Emisión original     |
| ----------- | ----------------------------------------------- | ------------------ | ----------------------------- | -------------------- |
| 1           | «Guess what?! Claire's sister is coming!»       | Pamela Fryman      | Jack Dolgen y Doug Mand       | 8 de octubre de 2021 |
| 2           | «Get this! Chelsea got a package!»              | Pamela Fryman      | Jack Dolgen y Doug Mand       | 8 de octubre de 2021 |
| 3           | «Did you hear?! Chelsea ran into Margot!»       | Pamela Fryman      | Caitlin Meares                | 8 de octubre de 2021 |
| 4           | «Check this, Mama! It's a Laura Dern party!»    | Phill Lewis        | Hailey Chavez                 | 8 de octubre de 2021 |
| 5           | «Yikes! Grant asked Chelsea for a favor!»       | Phill Lewis        | Gilli Nissim                  | 8 de octubre de 2021 |
| 6           | «Here's the tea! Jayden found a pottery twunk!» | Phill Lewis        | Mano Agapion                  | 8 de octubre de 2021 |
| 7           | «Guys! It's a Cody Briggs night!»               | Jody Margolin Hahn | Dan Gregor                    | 8 de octubre de 2021 |
| 8           | «OMG! Jayden's mom is back!»                    | Jody Margolin Hahn | Jim Brandon y Brian Singleton | 8 de octubre de 2021 |
| 9           | «Seriously though! Chelsea has writer's block!» | Richie Keen        | Greg Trimmer                  | 8 de octubre de 2021 |
| 10          | «I mean... just watch!»                         | Richie Keen        | Jim Brandon y Brian Singleton | 8 de octubre de 2021 |

## Producción
El 5 de marzo de 2021, Netflix ordenó la producción de una serie de diez episodios. La serie, hasta ese momento, llamada como proyecto sin título de Dolgen/Mand/Kang fue creada por Jack Dolgen y Doug Mand con Kourtney Kang y Pamela Fryman sirviendo como productoras ejecutivas. Tras el anuncio del pedido de la serie, Emily Osment y Gregg Sulkin fueron elegidos como los protagonistas. El 29 de marzo de 2021, Olivia Macklin, Michael Hsu Rosen y Cinthya Carmona se unieron al elenco principal. La serie fue filmada en los estudios Sunset Bronson en Hollywood, California. Más tarde, se confirmó que la serie se titularía Pretty Smart y se estrenó el 8 de octubre de 2021.

## Recepción

### Críticas
En Rotten Tomatoes la serie tiene un índice de aprobación del 40%, basado en 5 reseñas, con una calificación promedio de 4.8/10, mientras que tiene una aprobación del 64% por parte del público.